# Прапор Березанки
Пра́пор Березанки затверджений рішенням чергової XIV сесії VII скликання від 14.12.2016 № 6.

## Опис
Квадратне полотнище поділене горизонтально і вертикально на чотири рівновеликі поля. Верхнє від древка червоне, нижнє з вільного краю синє, два інші - жовті. У червоному полі по центру жовтий сигль «Б» готичного шрифту, у синьому полі по центру жовта грона винограду.

## Символіка
Кольори прапора повторюють символіку герба, символіка прапора частково повторює символіку герба селища Березанка. 
Готичний сигль «Б» підкреслюють національний стиль перших поселенців - німецьких переселенців, які оселившись у південних степах, організували колонію Олександрфельд (з нім. Олександрове поле). Мешканці поселення займалися споконвічною сільською працею, вирощували зерно і збирали врожаї винограду для життя. 
Виноград символізує осідлий спосіб життя, домашній затишок і забезпечене життя. Три грони нагадують три найменування поселення в минулому -  Олександрфельд, Суворове і сучасну назву Березанка.
Синій колір нагадує про місцеву річку Сасик, а також уособлює вірність та чесність. Золотий колір геральдично символізує багатство, знатність та постійність. Червоний колір втілює великодушність, любов та мужність.